# Salacia owabiensis
Salacia owabiensis är en benvedsväxtart som beskrevs av William Evans Hoyle. Salacia owabiensis ingår i släktet Salacia och familjen Celastraceae. Inga underarter finns listade.